# Klassifikationsselskab
Et klassifikationsselskab påtager sig forskellige godkendelsesopgaver og certifikatudstedelser indenfor industri, skibsfart, jernbaner, energi o.a. Det kan være undersøgelser og tilsyn af skibe, broer, boreplatforme, fødevarer etc.
Klassificeringsselskabernes regler skal følges for at der kan opnås forsikringsdækning på aktuelle entreprise, dette specielt indenfor skibsfart.

## Klassifikationsselskaber
For dansk skibsfart og industri er de vigtigste selskaber:
- American Bureau of Shipping (ABS), USA
- Bureau Veritas (BV), Frankrig
- Det Norske Veritas (DnV), Norge
- Germanischer Lloyd (GL), Tyskland
- Lloyd’s Register of Shipping (LRS), Storbritannien
- The British Corporation Register (BCR), Storbritannien

## Selskabernes tjenesteområder
- Byggeregler
- Klassifikation
- Kvalitetsstyring og certificering
- Konsulenttjenester
- Vedligehold og inspektion
- Laboratorietjenester
- Kurser